# يوشيهيرو أكياما
يوشيهيرو أكياما (باليابانية: 秋山成勲) هو فنان قتال مختلط ياباني وكوري جنوبي، ولد في 29 يوليو 1975 في إكونو-كو في اليابان.

## وصلات خارجية
- يوشيهيرو أكياما على موقع الفيدرالية الدولية للجودو (الإنجليزية)
- يوشيهيرو أكياما على موقع JudoInside.com (الإنجليزية)
- يوشيهيرو أكياما على موقع JudoInside.com (الإنجليزية)
- يوشيهيرو أكياما على موقع AllJudo.net (الفرنسية)
- يوشيهيرو أكياما على موقع يو إف سي (الإنجليزية)
- يوشيهيرو أكياما على موقع شيردوغ (الإنجليزية)
- يوشيهيرو أكياما على موقع Tapology.com (الإنجليزية)
- يوشيهيرو أكياما على موقع إي إس بي إن (الإنجليزية)
- يوشيهيرو أكياما على موقع IMDb (الإنجليزية)
- يوشيهيرو أكياما على موقع قاعدة بيانات الفيلم (الإنجليزية)